# Krzysztof Antkowiak
Krzysztof Antkowiak (ur. 23 stycznia 1973 w Poznaniu) – polski piosenkarz, kompozytor, autor tekstów piosenek i aktor. W latach 80. XX wieku zyskał sławę dzięki wykonaniu piosenki „Zakazany owoc” na 25. Krajowym Festiwalu Piosenki Polskiej w Opolu (1988), za którą otrzymał nagrodę publiczności. Następnie przez kilka lat aktywnie koncertował zarówno w kraju, jak i za granicą.

## Życiorys
Urodził się w Poznaniu. Jest synem Witolda Antkowiaka, współtwórcy zespołu Duet Egzotyczny. Kiedy miał pięć lat, zadebiutował na scenie podczas koncertu ojca, gdy bez próby zaśpiewał „Rzeki Babilonu” („Rivers of Babylon”) z Orkiestrą PRiTV w Poznaniu Zbigniewa Górnego. W wieku 10 lat uległ wypadkowi, w wyniku którego przez kolejne cztery lata zmagał się z jąkaniem. Ukończył liceum muzyczne w Poznaniu, a potem klasę fortepianu na Akademii Muzycznej w Poznaniu.
W 1986 zdobył nagrodę jury na Festiwalu Piosenki Dziecięcej w Koninie. W połowie lat 80. XX wieku występował w programie telewizyjnym Jacka Cygana pt. Dyskoteka Pana Jacka. Dwie piosenki – „Za mały” i „Przyjaciel wie” – zaśpiewał w filmie przygodowym Waldemara Dzikiego Cudowne dziecko (1986), nagrodzonym Srebrnymi Lwami Gdańskimi na Festiwalu Polskich Filmów Fabularnych 1987. W 1988 za wykonanie utworu „Zakazany owoc” (z tekstem Cygana i muzyką Krzesimira Dębskiego) otrzymał wyróżnienie i nagrodę publiczności na 25. Krajowego Festiwalu Piosenki Polskiej w Opolu. W następnym roku wydał debiutancki album studyjny, również zatytułowany Zakazany owoc, za którego sprzedaż uzyskał certyfikat złotej płyty i złotej kasety w Polsce. Utwór „Zakazany owoc” znalazł się też w filmie młodzieżowym Waldemara Szarka Mów mi Rockefeller (1990).
Przez kilka lat grał koncerty w kraju i za granicą (USA, Kanada). W 1990 otrzymał pierwszą nagrodę na Festiwalu Piosenki Włoskiej w Zamościu. Został laureatem plebiscytu słuchaczy audycji Lato z radiem, a piosenki w jego wykonaniu szybko zajmowały najwyższe miejsca na listach przebojów. W połowie lat 90. powrócił na rynek muzyczny, występując m.in. z Edytą Górniak. W 1997 wydał album pt. Delfin, nad którym pracował z Grzegorzem Ciechowskim. W grudniu 1997 zaśpiewał w reklamie cukierków do żucia Fruittella. Zagrał w filmie Jarosława Żamojdy Młode wilki 1/2 (1997).
W 2000 ponownie zawiesił karierę, by skupić się na nauce. 26 września 2000 ukazała się płyta pt. Złota Kolekcja – Jacek Cygan, na której znalazły się wykonane przez niego piosenki: „Zakazany owoc”, „Za mały”, „Pada śnieg” (duet z Edytą Górniak) i „Dłonie” (nagrana z Anną Jurksztowicz, Pawłem Stasiakiem, Anią Stawieraj i Kasią Zdulską). W lipcu 2001 ukazała się debiutancka płyta studyjna Kai Paschalskiej, której Antkowiak był współautorem i współproducentem. W styczniu 2003 z utworem „Time” nagranym z Olissą Rae wziął udział w finale krajowych eliminacji do 48. Konkursu Piosenki Eurowizji. Przez pewien okres współtworzył formację Drum Machina, w tamtym czasie mieszkał m.in. w Niemczech i Szwecji. Z zespołem Gaelforce Dance zagrał trasę koncertową w Niemczech. W 2005 z utworem „Roses All Around” zajął siódme miejsce w wewnętrznych eliminacjach do 50. Konkursu Piosenki Eurowizji. W maju 2012 podjął współpracę z gitarzystą i kompozytorem Marcinem Domuratem nad projektem muzycznym o nazwie Simplefields. W połowie października tego samego roku wydali pierwszy wspólny utwór – „Tenderness”, a w 2015 – album pt. Dirt on TV. W 2017 nakładem Wydawnictwa WAM ukazała się książka Katarzyny Olubińskiej Bóg w wielkim mieście będąca zbiorem wywiadów, m.in. z Antkowiakiem i zajął drugie miejsce w finale ósmej edycji programu rozrywkowego Twoja twarz brzmi znajomo. W grudniu 2017 wspólnie ze Stanisławą Celińską nagrał świąteczną piosenkę „Czas pojednań”. Zagrał epizodyczną rolę Piotra Wolana, bezdomnego narkomana, który zjawił się na osiedlu „Pod Sosnami”, próbując zdobyć jedzenie przy sklepiku prowadzonym przez Aldonę (w tej roli Elżbieta Romanowska) w operze mydlanej TVP2 Barwy szczęścia (2018). Również w 2018 i 2020 wystąpił w świątecznym odcinku programu Twoja twarz brzmi znajomo.
18 stycznia 2020 w kościele pw. Chrystusa Króla w Głuszycy wziął udział w koncercie „Żywe Betlejem z gwiazdami – kolędowanie w Głuszycy”, w którym zaśpiewał polskie kolędy i pastorałki. 5 września zaśpiewał „Zakazany owoc” w koncercie „Festiwal, festiwal!!! – złote opolskie przeboje” na 57. KFPP w Opolu. Jesienią, nakładem katolickiej wytwórni RTCK Rób To Co Kochasz, wydał album pt. Zostanie mi muzyka..., którą zadedykował zmarłemu w marcu 2020 ks. Piotrowi Pawlukiewiczowi (napisał on teksty do większości utworów umieszczonych na płycie). W lutym 2021 za album uzyskał certyfikat platynowej płyty.

## Życie prywatne
W 1998 spotykał się z Edytą Górniak.
Zmagał się z uzależnieniem od alkoholu i hazardu. Jak przyznaje w wywiadach, z nałogów uwolniło go nawrócenie.

## Dyskografia

### Albumy studyjne
- 1989: Zakazany owoc (wyd. Polskie Nagrania „Muza”)
- 1997: Delfin (wyd. Pomaton EMI)
- 2015: Dirt on TV (wyd. Polskie Radio)
- 2020: Zostanie mi muzyka... (wyd. RTCK) – platynowa płyta[32]

### Single
- 1995: „Pada śnieg” z Edytą Górniak (wyd. Pomaton EMI)
- 1997: „Ena” (wyd. Pomaton EMI Promo CD 050)
- 2015: „Cały z kochania” (wyd. Agencja Muzyczna Polskiego Radia)

### Kasety
- 1988: Zakazany owoc (wyd. Polmark PK-157)
- 1991: Światowe przeboje i moje (wyd. Brawo P 124)

### Składanki
- 1988: Dyskoteka Pana Jacka (wyd. Pronit; utwory: „Za mały”, „Przyjaciel wie” z Jarosławem Bułką)
- 1991: Dyskoteka Pana Jacka II (wyd. Polton; utwory: „Dłonie” z Majką Jeżowską, Magda Fronczewska, Kasią Fronczewską, Anną Stawieraj i Martą Połaską)
- 1994: Dyskoteka Pana Jacka III (wyd. Polton; utwory: „Jak Robin Hood”, „Dłonie II” z Anną Jurksztowicz, Pawłem Stasiakiem, Anią Stawieraj i Kasią Zdulską)
- 2000: Złota Kolekcja – Jacek Cygan (wyd.; utwory: „Zakazany owoc”, „Za mały”, „Pada śnieg” z Edytą Górniak, „Dłonie” z Anną Jurksztowicz, Pawłem Stasiakiem, Anią Stawieraj i Kasią Zdulską, „Dłonie” z Majką Jeżowską, Magda Fronczewska, Kasią Fronczewską, Anną Stawieraj i Martą Połaską)

### Płyty sesyjne
- 2006: Mathplanete (wyd. EMI Music Poland)

## Filmografia
| Rok       | Tytuł                                            | Rola                          | Reżyser          |
| --------- | ------------------------------------------------ | ----------------------------- | ---------------- |
| 1998      | Młode wilki 1/2                                  | Krzysiek Drozdowski           | Jarosław Żamojda |
| 1999      | Stępem, marsz... (film dokumentalny)             | kompozytor (muzyka)           | Andrzej Titkow   |
| 1999      | Dowody na istnienie Hanny K. (film dokumentalny) | kompozytor (muzyka)           | Andrzej Titkow   |
| 2018–2019 | Barwy szczęścia                                  | bezdomny Piotr Wolan          | różni            |
| 2022      | Na Wspólnej                                      | biznesman Ireneusz Kleczewski | rożni            |